# Casa Gran (Puigcerdà)
La Casa Gran és una obra eclèctica de Puigcerdà (Baixa Cerdanya) inclosa a l'Inventari del Patrimoni Arquitectònic de Catalunya.

## Descripció
Important edifici de quatre plantes, que per ell sol conforma la part alta de la Plaça de Barcelona, i a la vegada fa cantonada amb dos altres carrers. Es tracta d'una construcció d'obra arrebossada, amb obertures verticals, algunes d'elles amb balcons i baranes de ferro. La façana principal és de composició simètrica, de tres cossos, el central s'eleva una planta més que els laterals, amb coberta a dues aigües.